# Fejzi Alizoti
Fejzi bej Alizoti (ur. 22 września 1874 w Gjirokastrze, zm. 14 kwietnia 1945 w Tiranie) – polityk albański, minister finansów w latach 1918, 1927 i 1939–1940.

## Życiorys
Pochodził z zamożnej rodziny ziemiańskiej, był synem Hasana i Zybejte. Ukończył gimnazjum w Salonikach, a w 1891 szkołę dla urzędników osmańskich w Stambule. Karierę w administracji osmańskiej rozpoczął od stanowiska mutasarrifa Prizrenu, a następnie zarządcy okręgu Al-Chums w zachodniej Libii. W 1912 był mutesarrifem w Prisztinie. Po wybuchu I wojny bałkańskiej aresztowany przez Serbów.
W 1913 powrócił do Albanii i objął stanowisko prefekta w Beracie. 28 stycznia 1914 objął kierownictwo administracji centralnej Księstwa Albanii, pod patronatem Międzynarodowej Komisji Kontroli. Przed przyjazdem nowego premiera Turhana Paszy Permetiego, Alizoti formalnie wypełniał jego obowiązki. W okresie rządów Wilhelma von Wieda sprawował przez krótki czas funkcję gubernatora Szkodry. W czasie I wojny światowej współpracował z austro-węgierską administracją okupacyjną, zajmując się sprawami administracji cywilnej w północnej Albanii.
W grudniu 1918 Alizoti przewodniczył Kongresowi w Durrësie, który był próbą zjednoczenia albańskich środowisk politycznych, pod auspicjami włoskimi. W rządzie wyłonionym w Durrësie objął stanowisko ministra finansów. W 1920 należał do grona przeciwników organizacji kongresu działaczy narodowych w Lushnji. Kiedy Kongres rozpoczął obrady, Alizoti wyjechał na Korfu.
Po przejęciu pełni władzy w Albanii przez Ahmeda Zogu Alizoti stał się jedną z najbardziej wpływowych postaci życia politycznego. Od 1926 zasiadał nieprzerwanie w parlamencie. W 1927 ponownie objął urząd ministra finansów. Był jednym z głównych negocjatorów w sprawie układów włosko-albańskich, przy czym bardzo wyraźnie opowiadał się po stronie włoskiej. Po agresji włoskiej na Albanię w 1939 po raz kolejny objął stanowisko ministra finansów rządu albańskiego, w randze włoskiego ministra stanu. W lipcu 1941 po agresji niemieckiej na Jugosławię objął stanowisko Wysokiego Komisarza d.s. Ziem Przyłączonych (Kosowo i Okręgu Dibry). 16 maja 1943 stanął na czele pro-włoskiego quasi-parlamentu – Najwyższej Faszystowskiej Rady Korporacyjnej (Këshilli i Epërm Korporativ Fashist).
W listopadzie 1944 został aresztowany przez władze komunistyczne pod zarzutem czynnej współpracy z okupantem. Po kilkumiesięcznym procesie pokazowym Sąd Specjalny pod przewodnictwem Koçi Xoxe skazał Alizotiego na karę śmierci i konfiskatę majątku. 14 kwietnia 1945 został stracony przez rozstrzelanie na przedmieściach Tirany.
Był żonaty (żona Ismihan Koka Alizoti), miał pięcioro dzieci. W 2012 ukazały się wspomnienia Alizotiego, w opracowaniu Kastriota Dervishiego.